# Jurabach
Jurabach är ett vattendrag i Antarktis. Det ligger i Sydshetlandsöarna. Argentina, Chile och Storbritannien gör anspråk på området. Jurabach ligger vid sjöarna  Belén Lake och Gaoshan Hu.